# Remersdaal

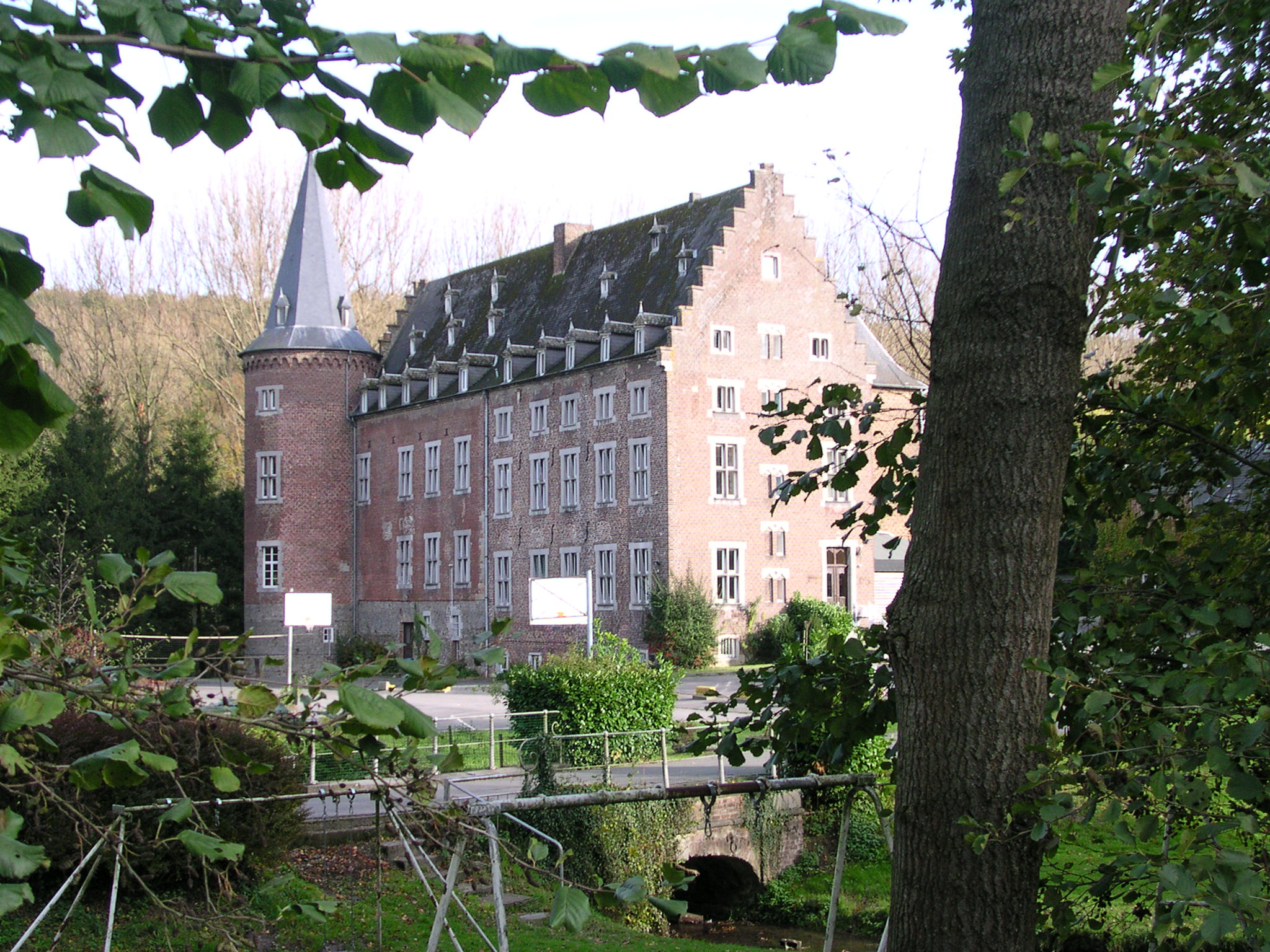
Burg Obsinnich

Remersdaal (Wallonisch: Rèbiévå, Französisch: Rémersdael, Deutsch: Reemersthal) ist ein Ortsteil der Gemeinde Voeren, einer Exklave der flämischen Provinz Limburg.
In Remersdael gab es bis zum 18. Jahrhundert das Schloss „Hous“, das von den Herren von Remersdael bewohnt wurde. Es gehörte dem Adelsgeschlecht der Freiherren von Fürstenberg.
Die aus dem 13. Jahrhundert stammende Burg Obsinnich (heute Castel Notre Dame) in Remersdael gehörte dem niederrheinischen Adelsgeschlecht Eynatten und ab 1721 dem Hause Fürstenberg, bis etwa 1950. Heute ist sie ein Hotel.
Die derzeitige Kirche Sankt-Heribert, wurde 1871 durch den Architekten Jean-Lambert Blandot (1835–1885) aus Huy entworfen und 1879 eingeweiht. (in französischer Sprache)
1963, mit Anwendung der neuen Sprachgrenzregelungen, wurden die ehemals zur altlimburgischen Bank Montzen gehörigen Voer-Dörfer Teuven und Remersdael der belgischen Provinz Limburg zugeteilt.